# Fernand Decanali
Fernand Decanali (Marseille, 1925. július 7. – Marseille, 2017. január 10.) olimpiai bajnok francia kerékpárversenyző.

## Pályafutása
1948-ban a londoni olimpián 4000 méteres csapat üldözőversenyben aranyérmet nyert. A csapat többi tagja Pierre Adam, Serge Blusson és Charles Coste volt.

## Sikerei, díjai
- Olimpiai játékok
  - aranyérmes: 1948, London